# Lumbarbergen
Lumbarbergen är kullar i Åland (Finland). De ligger i den södra delen av landskapet, 7 km nordost om huvudstaden Mariehamn. Lumbarbergen ligger på ön Fasta Åland.
Runt Lumbarbergen är det glesbefolkat, med 17 invånare per kvadratkilometer.